# Jarno van Daalen
Jarno van Daalen (* 6. Mai 2006) ist ein niederländischer Leichtathlet, der sich auf das Kugelstoßen spezialisiert hat und auch im Diskuswurf an den Start geht. Seine ältere Schwester Alida van Daalen sowie seine Mutter Jacqueline Goormachtigh waren ebenfalls als Leichtathletinnen aktiv.

## Sportliche Laufbahn
Erste internationale Erfahrungen sammelte Jarno van Daalen im Jahr 2024, als er bei den U20-Weltmeisterschaften in Lima mit einer Weite von 20,76 m die Goldmedaille mit der leichteren 6-kg-Kugel gewann und sich im Diskusbewerb mit 62,22 m die Silbermedaille sicherte. Im Jahr darauf siegte er mit 21,07 m im Kugelstoßen bei den U20-Europameisterschaften in Tampere sowie mit 63,18 m auch im Diskusbewerb.
2025 wurde van Daalen niederländischer Hallenmeister im Kugelstoßen.

## Persönliche Bestleistungen
- Kugelstoßen: 19,54 m, 15. März 2025 in Nikosia
- Diskuswurf: 57,79 m, 16. März 2025 in Nikosia